# Chrysopilus nigrocinctus
Chrysopilus nigrocinctus är en tvåvingeart som beskrevs av Enrico Adelelmo Brunetti 1927. Chrysopilus nigrocinctus ingår i släktet Chrysopilus och familjen snäppflugor. Inga underarter finns listade i Catalogue of Life.